# كلارنس جي. ماكليود
كلارنس جي. ماكليود هو محامي وسياسي أمريكي، ولد في 3 يوليو 1895 في ديترويت في الولايات المتحدة، وتوفي بنفس المكان في 15 مايو 1959. نشط حزبياً في الحزب الجمهوري. وقد انتخب عضو مجلس النواب الأمريكي ‏.